# Ideonella paludis
Ideonella paludis es una bacteria gramnegativa del género Ideonella. Fue descrita en el año 2016. Su etimología hace referencia a pantano. Es aerobia y móvil. Tiene un tamaño de 0,4-0,8 μm de ancho por 0,8-1,4 μm de largo. Forma colonias de color amarillo claro, ligeramente mucosas, convexas y circulares en agar R2A tras 48 horas de incubación. Temperatura de crecimiento entre 10-37 °C, óptima de 25 °C. Catalasa negativa y oxidasa positiva. Sensible a ampicilina, cloranfenicol, kanamicina, ácido nalidíxico, novobiocina, penicilina, rifampicina, estreptomicina, tetraciclina, sulfametoxazol y gentamicina. Se ha aislado de agua dulce en el lago Banping, Taiwán. 